# 아시타카산

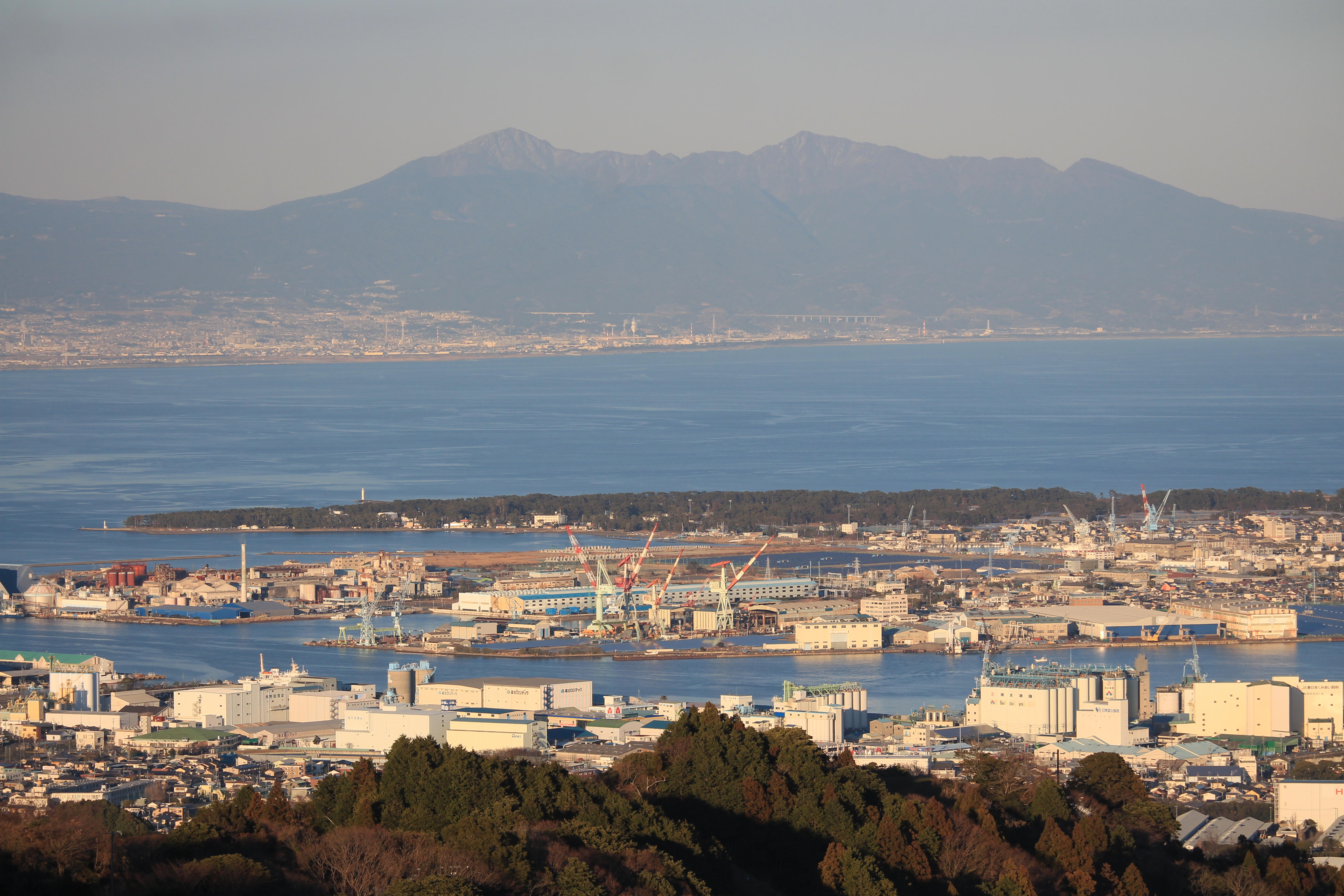
니혼다이라(서남쪽)에서 바라본 아시타카산.

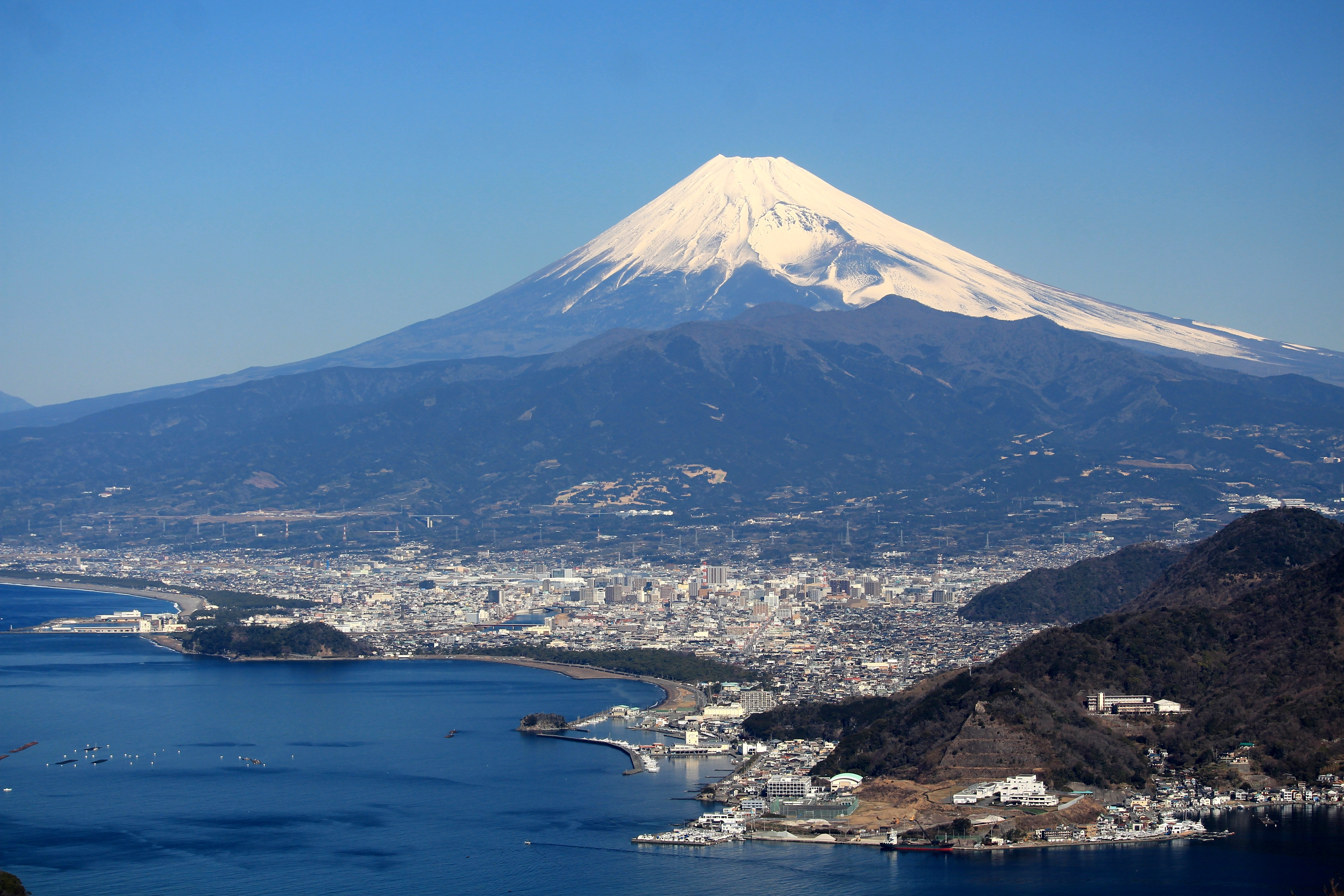
홋탄죠산(동남쪽)에서 바라본 아시타카산과 그 너머의 후지산.

아시타카산(일본어: 愛鷹山 아시타카야마[*])은 시즈오카현 동부에 있는 산이다. 후지산 남측 옆에 위치한 화산체로, 최고봉은 해발 1504.2 미터의 에치젠다케(越前岳). 협의로는 아사타카 산체 남쪽의 해발 1,187.5 미터의 아시타카야마봉(愛鷹山峰)을 가리킨다. 아시타카 산괴(愛鷹山塊), 아시타카 연봉(愛鷹連峰)이라고도 한다. 일본이백명산 가운데 하나.
아시타카산은 신생대 제4기에 형성된 성층화산이다. 약 40만 년 전 하코네 화산, 고미타케 화산과 함께 분화를 시작했다. 이 동기 화산들 중 하코네 화산은 무너져서 칼데라가 되었고, 고미타케 화산은 후지산에 덮여 버렸으며, 아시타카산은 침식되어 높이가 낮아졌다.
10만년 전, 쿠로다케 용암돔을 형성시킨 화쇄류 분출을 마지막으로 화산활동을 마쳤다. 아시타카 산체는 포사 마그나 지역에 포함되며, 후지산과 마찬가지로 필리핀해판과 유라시아판의 경계부근에 위치한다. 이하이다케 서측에 화구가 있었던 것으로 추측되지만, 사화산이 된 뒤 장기간 침식되었기 때문에 명료한 화구지형은 남아있지 않다. 산체 북측은 후기 화산활동으로 성장한 후지산 산자락에 먹혀 있다.